# 富泉镇
富泉乡，是中华人民共和国四川省雅安市汉源县下辖的一个乡镇级行政单位。
2020年中国南方水灾期间，受连续强降雨影响，8月21日凌晨，富泉镇中海村6组发生山体滑坡，共有9人失去聯繫，截至21日21時，有7人被發現，其中3人當場遇難，4人送醫搶救無效死亡。

## 行政区划
富泉乡下辖以下地区：
兰加村、大农村、香树村、胡叶村和建全村。